# 27270 Guidotti
Guidotti (asteróide 27270) é um asteróide da cintura principal, a 2,2948802 UA. Possui uma excentricidade de 0,0620973 e um período orbital de 1 397,96 dias (3,83 anos).
Guidotti tem uma velocidade orbital média de 19,04108241 km/s e uma inclinação de 2,78598º.
Este asteróide foi descoberto em 2 de Janeiro de 2000 por Luciano Tesi, Alfredo Caronia.